# ASB Classic 1997
L'ASB Classic 1997 è stato un torneo di tennis giocato sul cemento. È stata la 12ª edizione del ASB Classic, che fa parte della categoria Tier IV nell'ambito del WTA Tour 1997. Si è giocato al ASB Tennis Centre di Auckland in Nuova Zelanda, dal 30 dicembre 1996 al 5 gennaio 1997.

## Campionesse

### Singolare
Marion Maruska ha battuto in finale  Judith Wiesner con il punteggio di 6–3, 6–1

### Doppio
Janette Husárová /  Dominique Van Roost hanno battuto in finale  Aleksandra Olsza /  Elena Wagner con il punteggio di 6–2, 6–7, 6–3